# 時代劇おもしろ雑学「虎之巻」
『時代劇おもしろ雑学「虎之巻」』（じだいげきおもしろざつがく とらのまき）は、時代劇専門チャンネルで2009年10月5日から2012年10月27日まで毎週放送されていた江戸時代を題材とした教養番組。全159話。字幕放送。

## 概要
タレントのはしのえみが司会進行役となり、『鬼平犯科帳』や『剣客商売』といった人気時代劇作品を手掛けるプロデューサー・能村庸一とともに、時代劇をもっと面白く観るために、毎回1つのテーマに沿って江戸の粋や風俗・文化などに関する“おもしろ雑学”を紹介していくチャンネルオリジナル番組。
はしのは、毎回衣装を矢絣のお召（赤/白）に袴（紺）の女学生スタイルで出演していた。能村はスーツ。
第51,52話では、スタジオを飛び出して屋外ロケを敢行した。
同番組終了後、能村は翌月スタートしたオリジナル番組『時代劇ニュース オニワバン!』にご意見番としてレギュラー出演している。

## 出演
- はしのえみ - 進行役
- 能村庸一（時代劇プロデューサー）

## 放送時間
初回放送
- 2009年10月5日 - 2011年9月5日（#1-101）　月曜日 21:50 - 22:00
- 2011年9月17日 - 2012年6月30日（#102-142）　土曜日 11:40 - 12:50
- 2012年7月7日 - 2012年9月22日（#143-154）　土曜日 12:40 - 12:50
- 2012年9月29日 - 2012年10月27日（#155-159）　土曜日 12:50 - 13:00

例外
- #66 14:20-14:30、#77 6:50-7:00、#100 21:50-22:00、#157 11:50-12:00

## スタッフ
- ナレーター：石川ひろあき
- 技術：江藤新次郎、土谷三代
- プロデューサー：河田隆司、黒川隆史、小野原和宏
- 演出：半谷守廣、鹿又康宏
- 制作協力：共同テレビジョン
- 制作・著作：日本映画衛星放送